# Serruria decumbens
Serruria decumbens är en tvåhjärtbladig växtart som först beskrevs av Carl Peter Thunberg, och fick sitt nu gällande namn av Robert Brown. Serruria decumbens ingår i släktet Serruria och familjen Proteaceae. Inga underarter finns listade i Catalogue of Life.